# عياش (اسم)
عياش هو اسم علم مذكر من أصل عربي، ومعناه هو الكثير العيش الذي يعين الآخرين في عيشهم ومعاشهم أو هو من العيش بمعنى السرور، فيكون المعنى المحب للمرح والقصف والسرور.

## شخصيات تحمل الاسم
- عياش الحاج (زعيم ومجاهد سوري من مدينة دير الزور حارب الاحتلال الفرنسي في سوريا، 1864 – )
- عياش بن أبي ربيعة (صحابي من السابقين الأولين، – 636)
- عياش يحياوي

## وصلات خارجية
- موسوعة السلطان قابوس لأسماء العرب نسخة محفوظة 5 أبريل 2019 على موقع واي باك مشين.